# Хенигман, Ник
Ник Хенигман (словен. Nik Henigman; род. 4 декабря 1995, Любляна) — словенский гандболист, выступает за гандбольный клуб «Сен-Рафаэль Вар» и сборную Словении по гандболу. Бронзовый призёр чемпионата мира 2017 года. Участник двух летних Олимпийских игр 2016 и 2024 года.

## Карьера

### Клубная
Ник Хенигман воспитанник гандбольной школы «РД Рибница», за который выступал в первом дивизионе чемпионата Словении с 2012 года. С этой командой финишировал третьим в сезонах 2015/16 и 2016/17 годах, а также вторым в сезоне 2017/18 годах. Выступал в Кубке ЕГФ 2016/17 годов, где клуб вышел в групповой этап.
С лета 2018 года Хенигман играл в венгерском клубе первого дивизиона «Пик». Становился чемпионом Венгрии в 2021 и 2022 годах, а также обладателем Кубка Венгрии в 2019 году.
С 2022 года Хенигман выступает за французский клуб «Сен-Рафаэль Вар» в первом французском дивизионе. В сезоне 2024/25 года Ник перешел в другую команду французской лиги «Шартр Метрополь».

### Международная карьера в сборной
В состав первой сборной Словении Хенигман участвовал в Олимпийских играх 2016 года в Рио-де-Жанейро, где его команда заняла итоговое шестое место.
Выиграл бронзовую медаль со Словенией на чемпионате мира 2017 года. Также принимал участие в чемпионатах Европы 2018, 2020 и 2022 годов, а также на чемпионате мира 2021 года.
В августе 2024 года был включён в состав Словении на Олимпийский турнир по гандболу. Сборная Словении в матче за третье место уступила Испании 22:23, а игроки сборной завершили турнир на итоговом четвёртом месте.